# 代維希巴赫河

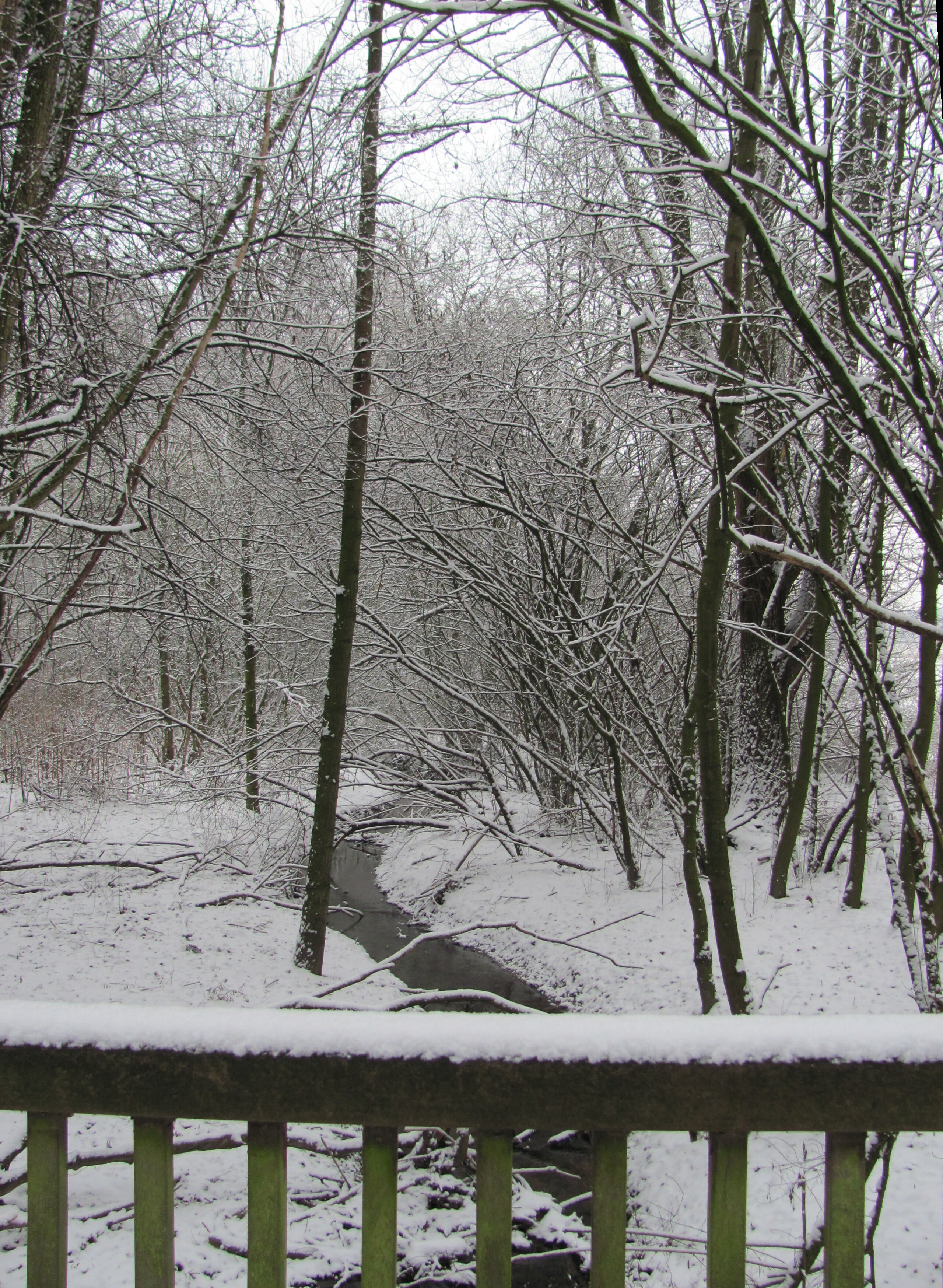

51°30′34″N 7°22′28″E / 51.50944°N 7.37444°E
代維希巴赫河（德語：Dellwiger Bach），是德國的河流，位於該國西部，流經北萊茵-威斯特法倫州，屬於埃姆舍爾河的左支流，河道全長3.9公里，流域面積4.8平方公里。